# Terzo Drusin
Terzo Drusin, cuyo nombre de batalla era "Alberto" (Manzano, 28 de enero de 1913 - Pordenone, 13 de diciembre de 1944) fue un partisano italiano, que fue distinguido postumemente con la Medaglia d'oro al valor militare

## Biografía
Licenciado en Letras por la Universidad Católica de Milán, el profesor Drusin comenzó a enseñar en el Instituto Técnico de Pordenone. Después del 8 de septiembre de 1943 participó activamente en la Guerra de Liberación, combatiendo en la Brigada Osoppo "Ippolito Nievo", particularmente en el valle del Natisone. Capturado por el enemigo tras su denuncia, fue torturado durante mucho tiempo y luego asesinado y arrojado a Natisone.

## Honores
- Medalla de Oro al Valor Militar

«Un joven maestro, aunque gravemente mutilado en sus miembros, se ofreció como voluntario en las filas partisanas, supliendo su deficiencia física con fuerza de voluntad, entusiasmo y abnegación. Organizador y líder de incomparable influencia, tenía un gran número de seguidores de jóvenes que se apresuraron a tomar las armas por la redención de su patria. Durante dos acciones de especial riesgo no dudó en asumir la dirección del combate y después de haber organizado la defensa y dirigido los contraataques, con audaz intervención personal en la refriega, logró proteger la retirada de sus compañeros que estaban a punto de ser superados. por el enemigo preponderante. Capturado tras una denuncia y sometido a torturas indescriptibles durante dos semanas, soportó con orgullo las torturas más atroces antes de revelar los nombres y las responsabilidades de sus compañeros de lucha. Reducido a una masa informe de carne y hueso y al final de toda resistencia, fue rematado a fuego de ametralladora y arrojado su cuerpo al río."
— Zona de Pordenone, febrero de 1944 - diciembre de 1944.